# Chloraea viridiflora
Chloraea viridiflora är en orkidéart som beskrevs av Eduard Friedrich Poeppig. Chloraea viridiflora ingår i släktet Chloraea och familjen orkidéer. Inga underarter finns listade i Catalogue of Life.